# Ditrih IV. Valkenburški
Ditrih IV. Valkenburški (Valkenburg ?, okoli 1310 – Vottem, 19. julij 1346)  je bil vitez iz 14. stoletja iz plemiške hiše Valkenburških-Heinsberških. Med drugim je bil gospod Valkenburški in Monschauski - Bütgenbaški. Ditrih je bil pustolovski vitez, ki se ni izogibal oboroženim spopadom. Za njegovo vladavino je bilo značilno postopno povečevanje moči Brabantskega vojvodstva na območju Meuse-Porenja.

## Biografski oris
Točno leto in kraj rojstva Ditriha IV. Valkenburškega nista znana. Verjetno je bil rojen okoli leta 1310 kot drugi sin Reinalda Valkenburškega (ok. 1283? - 1333) in Marije Boutershemske (ok. 1287 - po 1325). Kot je v navadi za mlajše sinove iz plemiških družin, se je odločil za duhovniško kariero. Že v mladosti je postal kanonik v aachenskem stolnem kapitlju, v istem mestu, kjer je bil njegov oče od leta 1305 šerif.
Potem ko je bil Ditrihov najstarejši brat in načrtovani dedič Walram II. leta 1329 ubit pri obrambi gradu Valkenburg, je Ditrih izstopil iz duhovščine in hkrati nasledil svojega očeta kot gospod Valkenburški in Monschauski. Oče Reinald je umrl leta 1333 med obleganjem gradu Monschau s strani vojvode Brabanta, ko ga je usodno zadela puščica. Ta grad je bil takrat njegova edina posest. Valkenburg je bil izgubljen leta 1329, deželo Valkenburg pa so Brabantski vojvode dali pod skrbništvo Arnolda I. Hulsberškega, člana lokalnega nižjega plemstva. Tako je Ditrih sprva nasledil svojega očeta le v Monschauvu.
Ditrih se je tako kot njegov oče Reinald pridružil zavezništvu proti brabantskemu vojvodi Janezu III., ki je v tem obdobju vodil močno ekspanzionistično politiko. Protibrabantsko zavezništvo je vključevalo lieškega knezo škofa Adolfa iz Marka, grofa Ludvika IV. Loonskega, vojvodo Reinalda II. Gelderskega, grofa Viljema V. Jülichškega in luksemburškega vojvodo Ivana Slepega. Pozneje sta se zavezništvu pridružila še grof Hainauta in grof Flandrije. Aprila 1332 je prišlo do spopadov pri Fexhe-Slinsu, začetku četrte faze v vojnah Liège-Brabant. Po zasedbi mesta Maastricht marca 1334 (Obleganje Maastrichta, 1334), Sittarda in gradu Rode v deželi 's-Hertogenrade, je sledilo premirje in pogajanja. Francoskega kralja Filipa VI. so prosili za posredovanje v sporu, ki je ušel izpod nadzora, in istega leta je odločil, da mora Brabant vrniti Valkenburg. Z Valkenburgom so se vrnili tudi Sittard, Heerlen, grad Bautersheim in nekatere druge posesti, s katerimi je bil Dirk IV. obnovljen v vseh svojih dostojanstvih.  
Istega leta je Ditrih prodal Susteren in Dieteren svojemu stricu Janezu Valkenburškemu, gospodu Bornskemu. Tako kot njegovi predhodniki je tudi on prejel kölnsko meščanstvo. Kot svetnik grofa Reinalda II. Gelderskega je zasedel vidno mesto med plemiči območja Rena-Meuse. S poroko leta 1336 z Machteld Voorneško, hčerko gospoda Voorneškega in vikonta Zelandskega, si je pridobil tudi ugled v zahodni Nizozemski. Po smrti Gerarda Voorneškega mu je holandski grof Viljem IV. dal v zakup posest Zelandije, pri čemer se je zavezal, da bo holandskemu grofu na zahtevo pomagal s 150 oboroženimi možmi. 
Leta 1337 se je Ditrih IV. vpletel v bitko med Francozi in Angleži, ker se je nizozemski grof na začetku stoletne vojne najprej postavil na stran  Edvarda III. Angleškega, nato je podprl Filipa VI. Francoskega in potem ponovno angleškemu kralju. Na primer, leta 1337 je Ditrih izročil 200 oboroženih mož Edvardu III. Februarja 1338 je branil holandskega grofa pred obtožbami zarote proti francoskemu kralju. Tudi leta 1338 se je bojeval na strani Brabanta proti prebivalcem Liègea. Istega leta je sledila razsodba v sporu o skrbništvu nad proštijo v Meerssenu, ki je bilo (pre)dodeljeno Ditrihu.
Leta 1339 se je francosko-angleška vojna nadaljevala s polno močjo. V zameno za vojaško podporo je Ditrih od angleškega kralja prejel dolžniško pismo v vrednosti 30.000 guldnov, nakar je Ditrih napovedal vojno francoski strani. Leta 1340 je uspešno branil glavno mesto Hainauta Le Quesnoy pred napredujočo francosko vojsko, nato pa je istega leta sodeloval pri obleganju Tournaija. Leta 1341 se je Ditrih pritožil Edvardu III. zaradi pomanjkanja obljubljenega plačila, nakar je prejel četrtino dogovorjenega zneska.
Zdi se, da je leta 1343 Ditrih razmišljal o sodelovanju kot križar v bitki proti Mavrom v Granadi. Reinald Gelderski je umrl 12. oktobra 1343. Janez Valkenburški, Ditrihov stric in gospod Bornski, je bil imenovan za oskrbnika in je verjetno poskrbel, da je Ditrih IV. postal stadtholder Gelderlanda, dokler Reinaldovi sinovi ne bodo polnoletni. Ker so se odnosi s stricem poslabšali, je Ditrih predčasno opustil to nalogo.
Leta 1345 je romal v Sveto deželo. Po vrnitvi domov je podprl novega lieškega knezoškofa Engelberta III. iz Marka v njegovem boju proti uporniškim meščanom Lièga in Huya. Julija 1346 je okoli 400 vitezov padlo na bojišču pri Vottemu, nekaj kilometrov severno od Lièga. Ditrih IV. Valkenburški je bil le eden od 40 visokih plemiških vitezov, ki so izgubili življenje v bitki pri Vottemu. 

## V retrospektivi
Lièški kronist iz 14. stoletja Jacques de Hemricourt  je o Ditrihu IV. zapisal, da je bil zelo podoben svojemu očetu in da so ga imeli radi, a tudi zelo bali.